# Wiz Khalifa

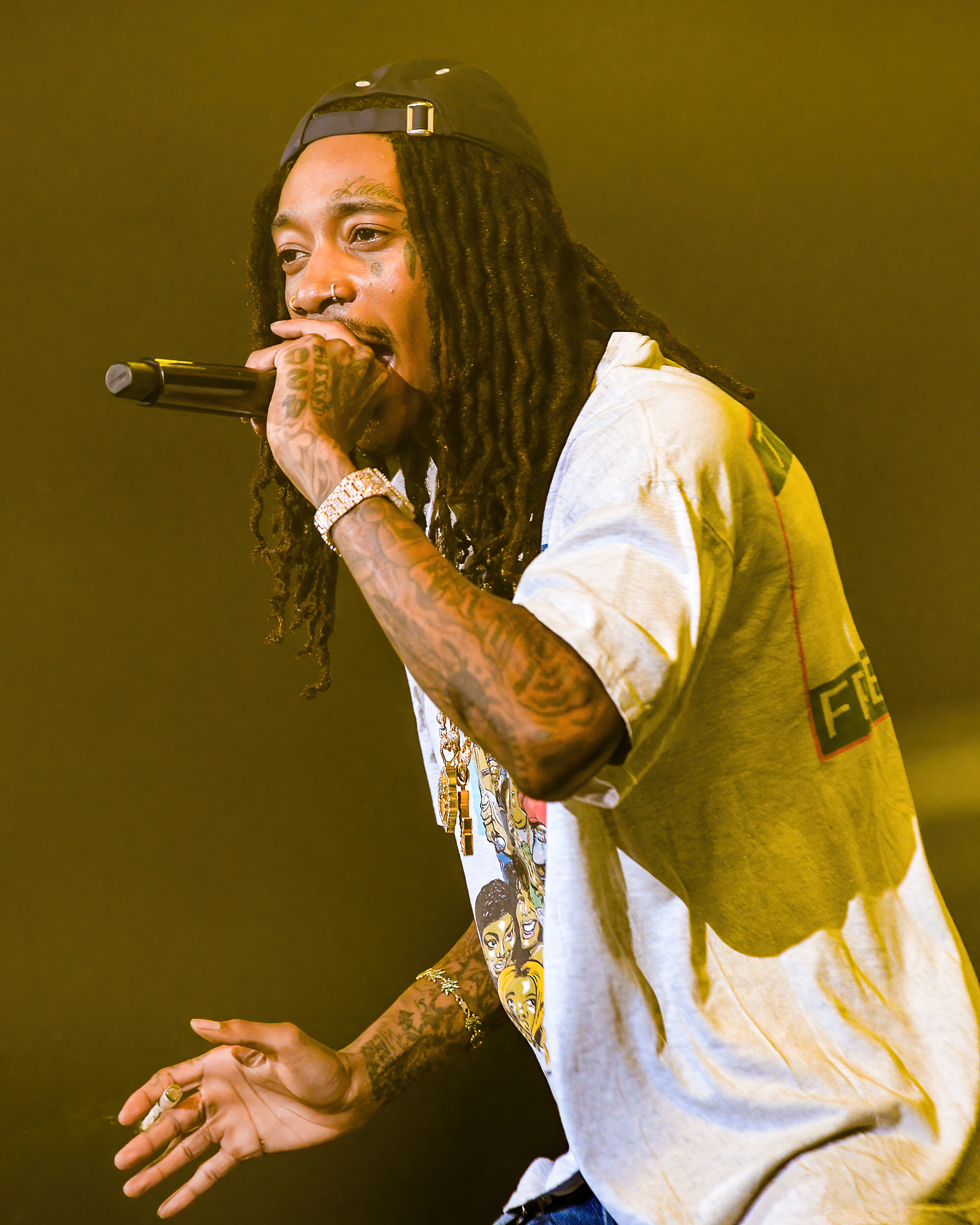
Wiz Khalifa (2023)

Wiz Khalifa (* 8. September 1987 in Minot, North Dakota; bürgerlich Cameron Jibril Thomaz) ist ein US-amerikanischer Rapper aus Pittsburgh, Pennsylvania.

## Leben
2006 veröffentlichte er sein Debütalbum Show and Prove und bekam ein Jahr später bei Warner Bros. Records einen Plattenvertrag. Seine von Trance beeinflusste Single Say Yeah erreichte die Urban Radio Airplay, die Charts auf der Billboard Hot 100, bei Rhythmic Top 40 und die Hot Rap Track Charts im Jahr 2008. Khalifa trennte sich 2009 von Warner Bros und veröffentlichte Ende des Jahres sein zweites Album Deal or No Deal. Im April 2010 erschien sein Mixtape Kush and Orange Juice als kostenloser Download, was zum Top Trending Thema auf Twitter wurde. 2010 unterzeichnete er einen Vertrag bei Atlantic Records. und veröffentlichte im Anschluss seine bekannte Single Black & Yellow unter diesem neuen Label. Mit „Black and Yellow“ meint Wiz Khalifa die Hauptfarben der Flagge von Pittsburgh.
Ein Jahr später erschien sein neues Album Rolling Papers, welches es auf Platz 2 der Billboard 200 schaffte.
Am 4. Juli 2013 heiratete Wiz Khalifa das Model Amber Rose, mit der er einen Sohn namens Sebastian Taylor Thomaz hat. Die standesamtliche Hochzeit fand in Los Angeles statt. Nach nur einem Ehejahr reichte Rose aufgrund eines Seitensprungs ihres Ehemanns am 21. September 2014 die Scheidung ein.
Am 26. Mai 2021 erreichte Khalifa im Finale der fünften Staffel des amerikanischen Ablegers von The Masked Singer als Chameleon den dritten Platz.

## Merkmale

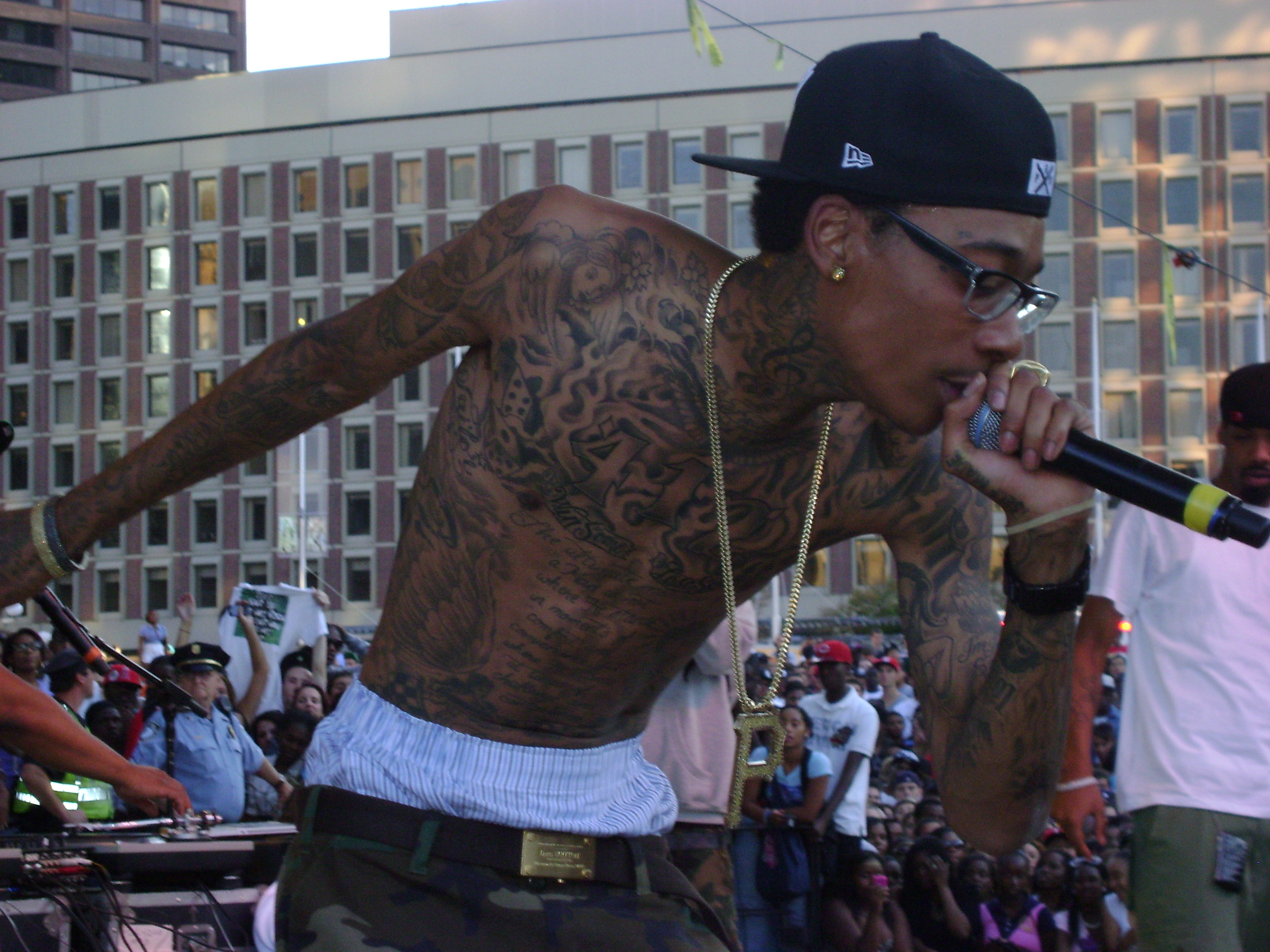
Wiz Khalifa beim Boston Urban Music Project im August 2010.

Khalifa stattet seine Lieder des Öfteren mit Aufnahmen seines persönlichen Lachens aus. Außerdem erwähnt er in vielen seiner Lieder die von ihm gegründete Taylor Gang Records, deren Name den Ursprung darin hat, dass er und seine Freunde Schüler der Taylor Allderdice Highschool in Pittsburgh waren.

## Diskografie
Studioalben

| Jahr | Titel Musiklabel                               | Höchstplatzierung, Gesamtwochen, AuszeichnungChartplatzierungen (Jahr, Titel, Musiklabel, Platzierungen, Wochen, Auszeichnungen, Anmerkungen) | Höchstplatzierung, Gesamtwochen, AuszeichnungChartplatzierungen (Jahr, Titel, Musiklabel, Platzierungen, Wochen, Auszeichnungen, Anmerkungen) | Höchstplatzierung, Gesamtwochen, AuszeichnungChartplatzierungen (Jahr, Titel, Musiklabel, Platzierungen, Wochen, Auszeichnungen, Anmerkungen) | Höchstplatzierung, Gesamtwochen, AuszeichnungChartplatzierungen (Jahr, Titel, Musiklabel, Platzierungen, Wochen, Auszeichnungen, Anmerkungen) | Höchstplatzierung, Gesamtwochen, AuszeichnungChartplatzierungen (Jahr, Titel, Musiklabel, Platzierungen, Wochen, Auszeichnungen, Anmerkungen) | Anmerkungen                             |
| Jahr | Titel Musiklabel                               | DE | AT | CH | UK | US | Anmerkungen                             |
| ---- | ---------------------------------------------- | --- | --- | --- | --- | --- | --------------------------------------- |
| 2006 | Show and Prove Rostrum Records                 | — | — | — | — | — | Erstveröffentlichung: 5. September 2006 |
| 2009 | Deal or No Deal Rostrum Records                | — | — | — | — | — | Erstveröffentlichung: 24. November 2009 |
| 2011 | Rolling Papers Atlantic Records (WMG)          | DE67 (1 Wo.)DE | — | CH68 (6 Wo.)CH | UK47 Silber · (2 Wo.)UK | US2 ×2Doppelplatin · (65 Wo.)US | Erstveröffentlichung: 29. März 2011     |
| 2012 | O.N.I.F.C. Atlantic Records (WMG)              | DE75 (1 Wo.)DE | — | CH35 (1 Wo.)CH | — | US2 Platin · (24 Wo.)US | Erstveröffentlichung: 4. Dezember 2012  |
| 2014 | Blacc Hollywood Atlantic Records (WMG)         | DE12 (2 Wo.)DE | AT17 (1 Wo.)AT | CH7 (4 Wo.)CH | UK27 (2 Wo.)UK | US1 Platin · (66 Wo.)US | Erstveröffentlichung: 19. August 2014   |
| 2018 | Rolling Papers 2 Atlantic Records (WMG)        | DE46 (1 Wo.)DE | AT58 (1 Wo.)AT | CH20 (1 Wo.)CH | UK62 (1 Wo.)UK | US2 Gold · (19 Wo.)US | Erstveröffentlichung: 13. Juli 2018     |
| 2020 | The Saga of Wiz Khalifa Atlantic Records (WMG) | — | — | — | — | — | Erstveröffentlichung: 20. April 2020    |
| 2022 | Multiverse Taylor Gang / Asylum Records        | — | — | — | — | — | Erstveröffentlichung: 29. Juli 2022     |
| 2023 | Decisions Taylor Gang                          | — | — | — | — | — | Erstveröffentlichung: 1. Dezember 2023  |

## Filmografie
- 2012: Mac & Devin Go to High School
- 2019: Dickinson (3 Episoden)